# Zemětřesení v Messině 1908
Zemětřesení, které postihlo italské přístavní město Messinu a okolní sídla na Sicílii a na jihu Kalábrie v ranních hodinách 28. prosince 1908, si vyžádalo nejvíc lidských životů ze všech historicky zaznamenaných zemětřesení na evropském kontinentu. Zemětřesení dosáhlo stupně intenzity XI podle Mercalliho stupnice, po otřesech půdy o síle 7,5 momentové škály následovaly vlny tsunami vysoké až třináct metrů a rozsáhlé sesuvy půdy. Několik dnů před zemětřesením, o vánočních svátcích, uveřejnily jedny noviny satirickou báseň "Ó Ježíšku, zemětřesení nám dej!" V Messině, která měla před zemětřesením asi 160 000 obyvatel, zahynulo okolo poloviny lidí, ve městě se také zdržovalo množství přespolních návštěvníků kvůli představení opery Aida. Zničeno bylo více než devadesát procent budov ve městě včetně katedrály Nanebevzetí Panny Marie a nábřeží Palazzata. Vážné škody utrpělo také Reggio di Calabria, Melito di Porto Salvo, Palmi a další sídla v okolí Messinské úžiny. Celkový počet obětí se odhaduje mezi 75 000 a 200 000. Po katastrofě následovaly četné požáry i vlna násilností a rabování, k jejímuž potlačení byla povolána armáda. Do Messiny přijel rovněž italský král Viktor Emanuel III., na pomoc přeživším se pořádaly v řadě zemí sbírky, do záchranných prací se zapojily posádky ruských válečných plavidel Slava a Cesarevič, kotvících v nedalekém přístavu Augusta, jimž byl v Messině roku 2012 odhalen pomník podle návrhu Pietra Küfferleho. Množství lidí, kteří po zemětřesení zůstali bez přístřeší, se z postižené oblasti vystěhovalo, především do USA.